# Aérospatiale-Matra
Aérospatiale-Matra was een Frans luchtvaart-, ruimtevaart-, defensie- en telecommunicatiebedrijf dat in februari 1999 door de Franse staat werd gevormd door het staatsbedrijf Aérospatiale samen te voegen met de defensie- en telecommunicatietak van Matra, Matra Haute Technologies, ter voorbereiding op de vorming van het pan-Europese consortium EADS. Die fusie werd in oktober 1999 aangekondigd en in juli 2000 verwezenlijkt. Aérospatiale-Matra bestond dus bijna anderhalf jaar.
Matra had in 1996 de raketproducent Matra BAe Dynamics opgericht met British Aerospace Dynamics, maar behield de eigen raketdivisie. Die heette vanaf 1999 Aérospatiale Matra Missiles en na de EADS-fusie EADS Aérospatiale Matra Missiles. In 2001 werd de afdeling samengevoegd met de raketactiviteiten van Alenia Marconi en BAe om zo het pan-Europese MBDA te vormen, waarvan EADS via Cassidian ruim een derde bezit.
Aérospatiale-Matra draaide het enige boekjaar een omzet van dertien miljard euro, waarvan 70% uit uitvoer. Het was het op een na grootste Europese bedrijf in de sectoren waarin het actief was, en het op vier na grootste wereldwijd. De luchtvaarttak van het bedrijf was goed voor meer dan de helft van de omzet. De defensietak was Europa's grootste producent van raketten en de op een na grootste ter wereld. De ruimtevaarttak was eveneens toonaangevend in de wereld en was onder meer verantwoordelijk voor de Ariane-draagraket.